# ASC Police
El ASC Police es un equipo de fútbol de Mauritania que juega en la Liga mauritana de fútbol, la liga de fútbol más importante del país.

## Historia
Fue fundado en el año 1973 en la capital Nuakchot y es la representación de la policía nacional en el torneo nacional de fútbol, siendo uno de los equipos más exitosos del país la acumular 7 títulos de liga y 2 títulos de copa.
A nivel internacional han participado en 6 torneos continentales, donde su mejor participación ha sido en la Copa Africana de Clubes Campeones 1988, en la que fue eliminado en la segunda ronda por el FAR Rabat de Marruecos.

## Palmarés
- Liga mauritana de fútbol: 7

1981, 1982, 1986, 1987, 1988, 1990, 1991
- Copa mauritana de fútbol: 2

1985, 1999

## Participación en competiciones de la CAF
| Temporada | Torneo                            | Ronda      | Club             | Casa  | Visita | Global      |
| --------- | --------------------------------- | ---------- | ---------------- | ----- | ------ | ----------- |
| 1982      | Copa Africana de Clubes Campeones | Preliminar | Adjidjas FAP     | 1-1   | 0-2    | 1-3         |
| 1983      | Copa Africana de Clubes Campeones | Preliminar | Sierra Fisheries | 0-1   | 1-3    | 1-4         |
| 1986      | Recopa Africana                   | Preliminar | Kamboi Eagles    |       |        | w.o.1       |
| 1987      | Copa Africana de Clubes Campeones | 1          | WAC Casablanca   | w.o.2 | 1-3    | 1-3         |
| 1988      | Recopa Africana                   | Preliminar | Sierra Fisheries | 0-0   | 1-0    | 1-0         |
| 1988      | Recopa Africana                   | 1          | SEIB Diourbel    | 2-0   | 0-2    | 2-2 (5-3 p) |
| 1988      | Recopa Africana                   | 2          | FAR Rabat        | 2-1   | 0-5    | 2-6         |
| 1992      | Copa Africana de Clubes Campeones | Preliminar | AS Real Bamako   | 1-1   | 1-1    | 1-1 (2-4 p) |

1- Abandonó el torneo antes del partido de ida.

2- Abandonó el torneo después de jugar el partido de ida.